# European Internet Foundation
Die European Internet Foundation (EIF) ist ein 1999 gegründeter Verein nach belgischem Recht für EU-Parlamentarier, der Einfluss auf die IT-Politik in Europa ausüben will. Vorsitzende des Vereines ist Elly Plooij-van Gorsel. 2014 wurde der Verein in European Internet Forum umbenannt.
Themen, die von der EIF maßgeblich gestaltet und beeinflusst wurden, sind beispielsweise Internet Governance und Harmonisierungen im Bereich des Rechtes zum Geistigen Eigentum.
Neben Parlamentariern können auch Lobbyorganisationen und Unternehmen Mitglied des Vereins werden, die zu Veranstaltungen mit Vertretern der EU geladen werden. Auch Bürgerrechtsorganisationen wie European Digital Rights (EDRi) sind als Mitglieder aufgeführt.
Die Mitgliedschaft für Parlamentarier ist frei, Business-Mitglieder zahlen einen jährlichen Beitrag zwischen 2.000 und 10.000 Euro.
Die EIF pflegt Kontakte zum amerikanischen Internet Caucus um Bob Goodlatte.